# Apanteles abditus
Apanteles abditus är en stekelart som beskrevs av Muesebeck 1957. Apanteles abditus ingår i släktet Apanteles och familjen bracksteklar. Inga underarter finns listade i Catalogue of Life.